# Gustav Schäfer (aviron)
Pour les articles homonymes, voir Gustav Schäfer et Schäfer.
Gustav Schäfer est un rameur allemand né le 3 juillet 1910 à Johanngeorgenstadt et mort le 12 décembre 1991 à Munich.

## Biographie
Gustav Schäfer participe à l'épreuve de skiff aux Jeux olympiques d'été de 1936 à Berlin. Après avoir terminé en tête de sa série de qualification et de sa demi-finale, il est sacré champion olympique en remportant la finale devant l'Autrichien Josef Hasenöhrl et l'Américain Daniel Barrow.